# 勃蘭登堡 (1945年—1952年)
勃蘭登堡州（德語：Land Brandenburg）是蘇佔德國區（直到1949年）和東德（1949-52年）的一個行政區劃，與今天的德國勃蘭登堡州大致對應。該州最初由駐德蘇聯軍事管理委員會（SMAD）於1945年7月成立為行政區劃勃蘭登堡邊區省（德語：Provinz Mark Brandenburg），是普魯士勃蘭登堡省的重建，不包括奧得-尼斯線東部的地區。隨著1947年2月普魯士的廢除，它被命名為勃蘭登堡邊區州（德語：Land Mark Brandenburg），但在1947年6月，SMAD被迫將其更名為勃蘭登堡州。1945年8月，盟軍佔領的柏林之間的領土轉移被排除在外。與納粹德國的行政區劃相比，它包括了勃兰登堡边境大区的西部和柏林的一小部分。
由於德國戰後局勢，SMAD於1945年7月在其占領區的所有分區中任命了州政府。卡爾·施泰因霍夫成為勃蘭登堡州州政府的主席，後來被選為部長兼總統。勃蘭登堡州議會的第一次選舉於1946年10月20日舉行，同一天，SBZ其他分區的議會選舉被排除在外。蘇聯支持的德国社会主义统一党（自1949年起成為東德的執政黨）獲得43.5%的選票，CDU30.3%，LDPD20.5%，VdgB5.7%。1947年2月，國家憲法獲得通過。但是議會的所有決議均需獲得SMAD的批准。